# Іспанці в Україні
Іспанці в Україні — національна меншина в Україні.

## Перепис 1897 року
Перепис населення Російської імперії 1897 р. зафіксував незначну кількість іспанців в українських губерніях: 17 — в Одесі, 5 — у Києві, 2 — в Харкові, 1 — у Херсоні, 1 — у Верхньодніпровському повіті Катеринославської губернії, 1 — в Купʼянську, 1 — у Звенигородському повіті, 1- у Вінниці.

## Іспанські діти
Значно збільшилась кількість іспанців в Україні у 1937—1938 рр. через події громадянської війни в Іспанії. Радянська влада вивезла з Іспанії 2895 дітей. Разом із ними приїхало 110 дорослих (вихователів та техперсоналу). В тодішній УРСР було створено 5 спеціальних інтернатів, зокрема в Києві, Харкові, Херсоні, Одесі та Євпаторії (для хворих туберкульозом).[джерело?]
Пізніше громада іспанців поповнилась політичними емігрантами. Здебільшого, це були комуністи, які втікали від переслідувань з боку Франко. З настанням «Відлиги» невелика частина іспанців змогла повернутись на Батьківщину.[джерело?]

## Відомі іспанці в Україні
Енріке Менендес — бізнесмен, волонтер з Донецька[джерело?]

## Іспанська мова в Україні
МОН розроблено навчальні програми та методичні рекомендації з вивчення іспанської мови в школах України, підготовлені та надруковані підручники, проводиться олімпіада, існує екзамен ЗНО з іспанської мови.

## Релігійне життя іспанців в Україні
У римо-католицькому костелі св. Миколая у Києві по неділях відбуваються меси іспанською мовою.[джерело?]